# Makhanda

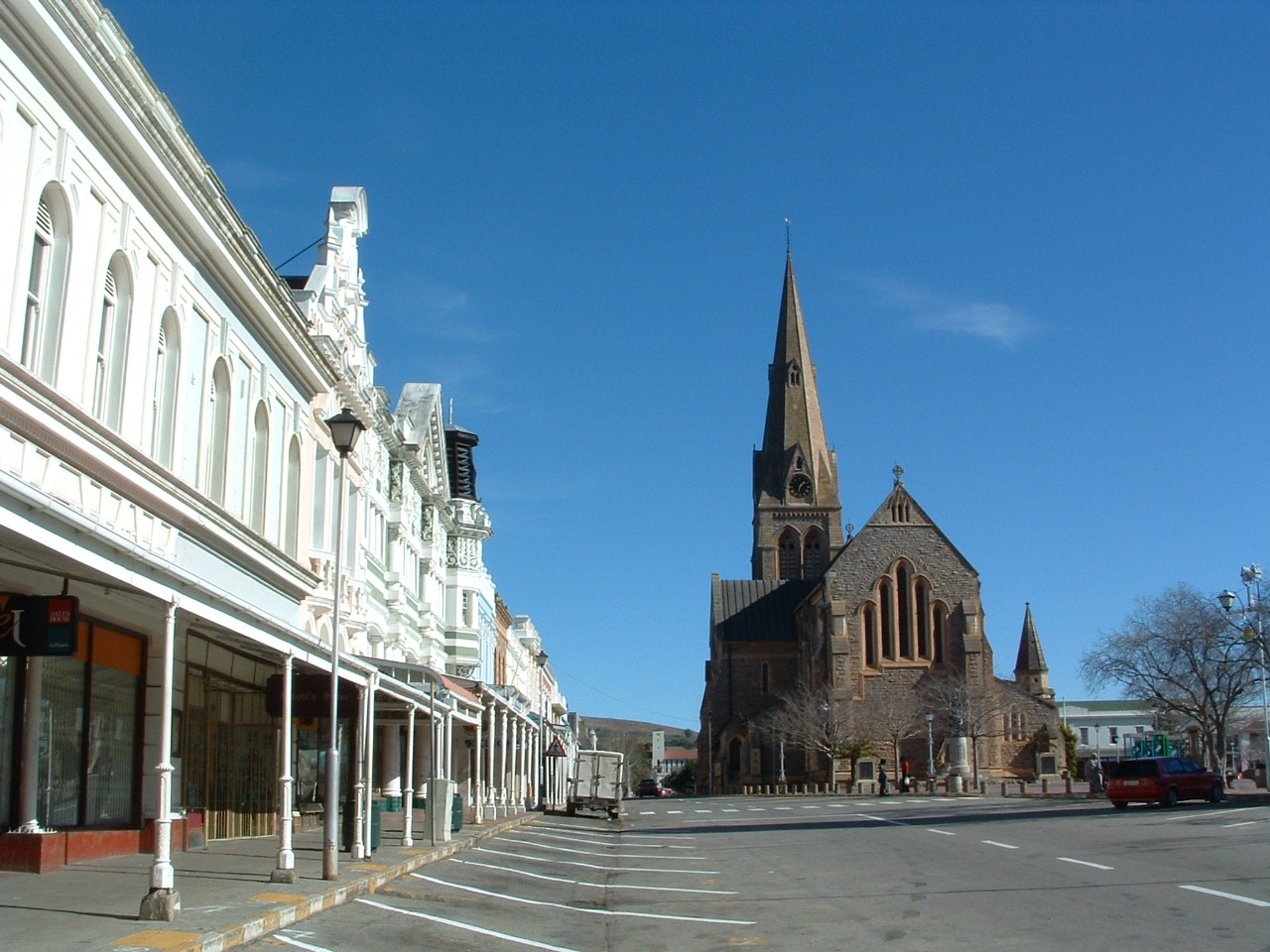
Bischofskathedrale St. Michael and St. George

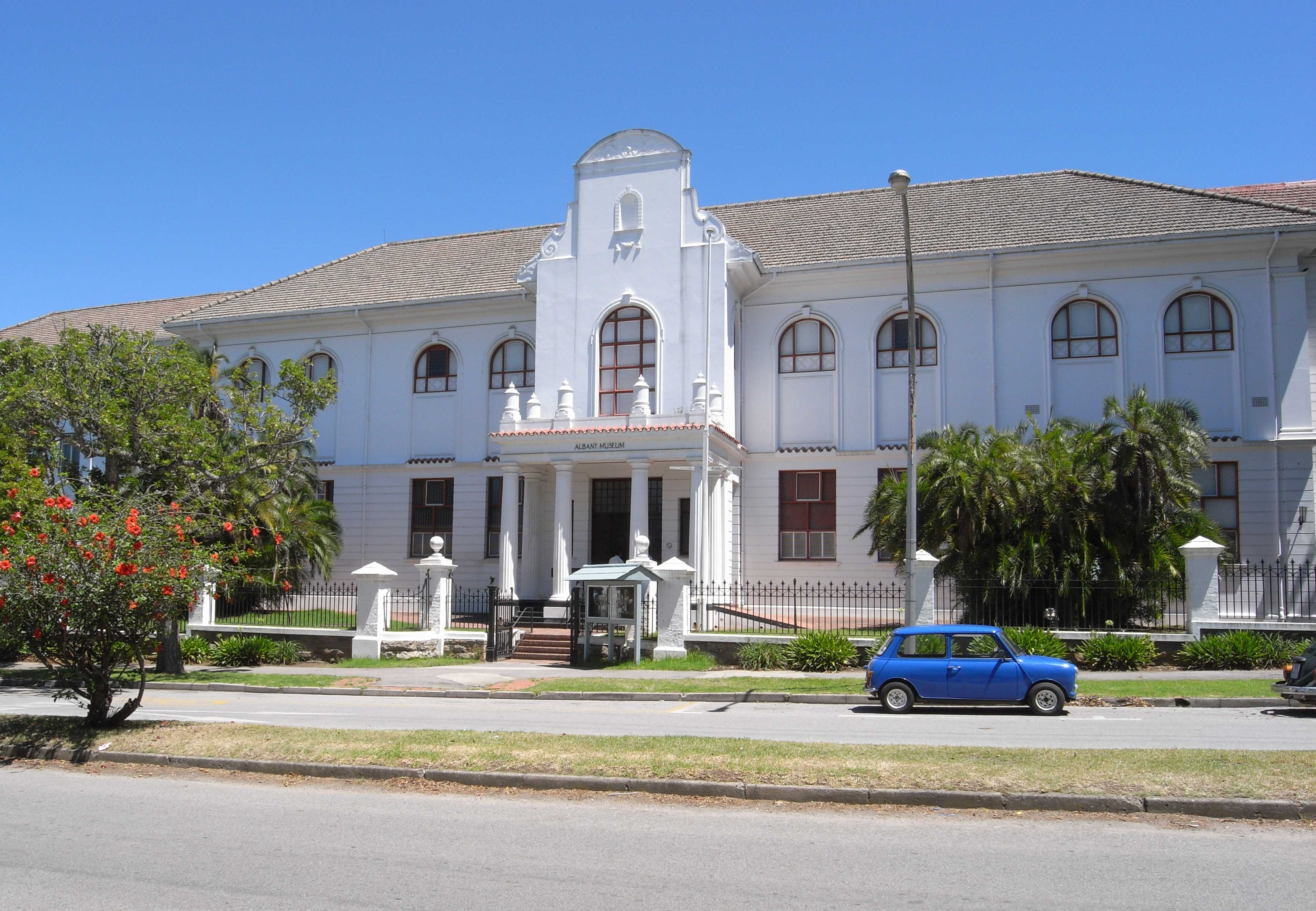
Albany Museum, naturhistorischer Sammlungsbereich

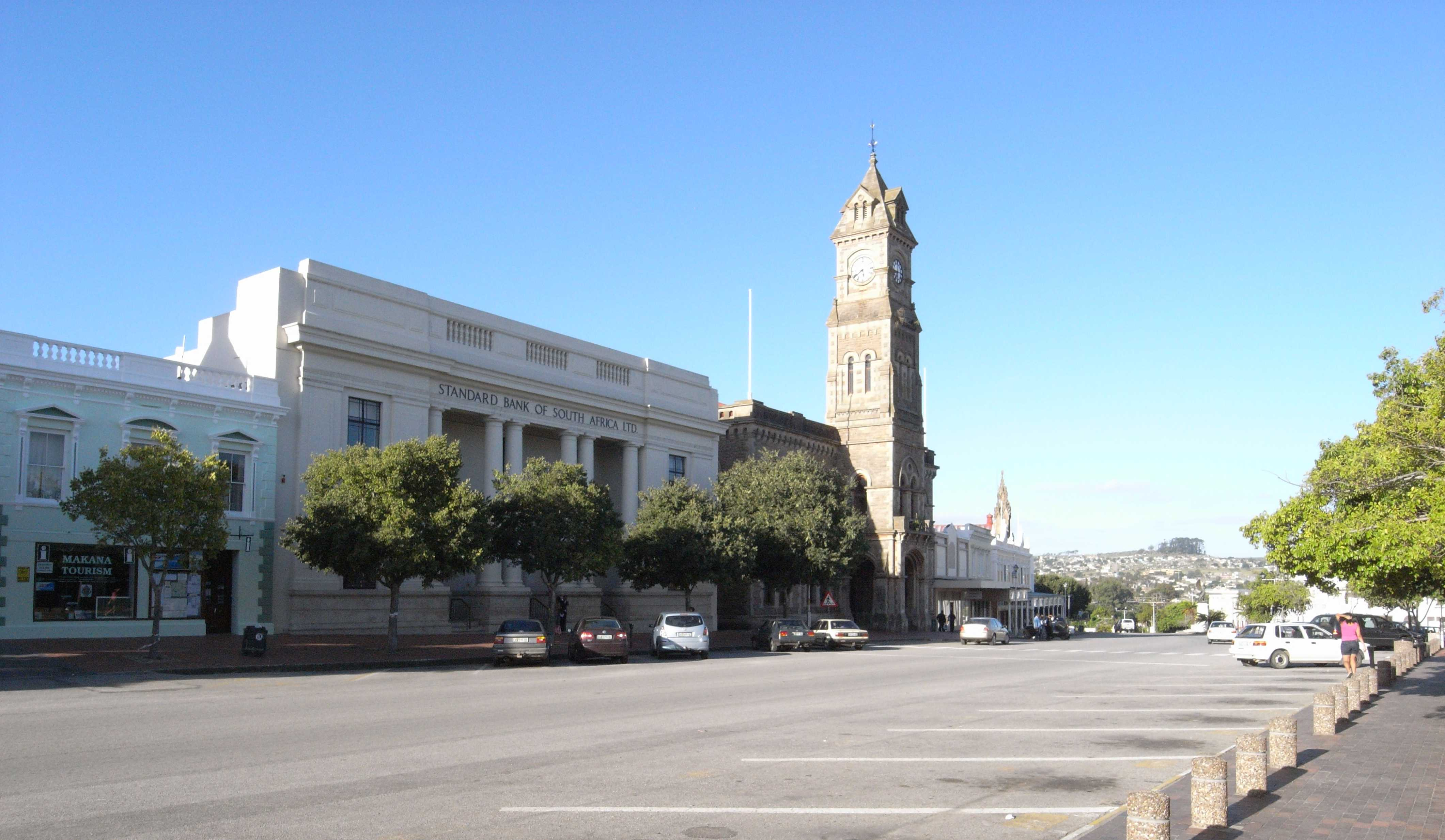
City Hall und Bankgebäude am Church Square

Blick auf den Campus der Rhodes University

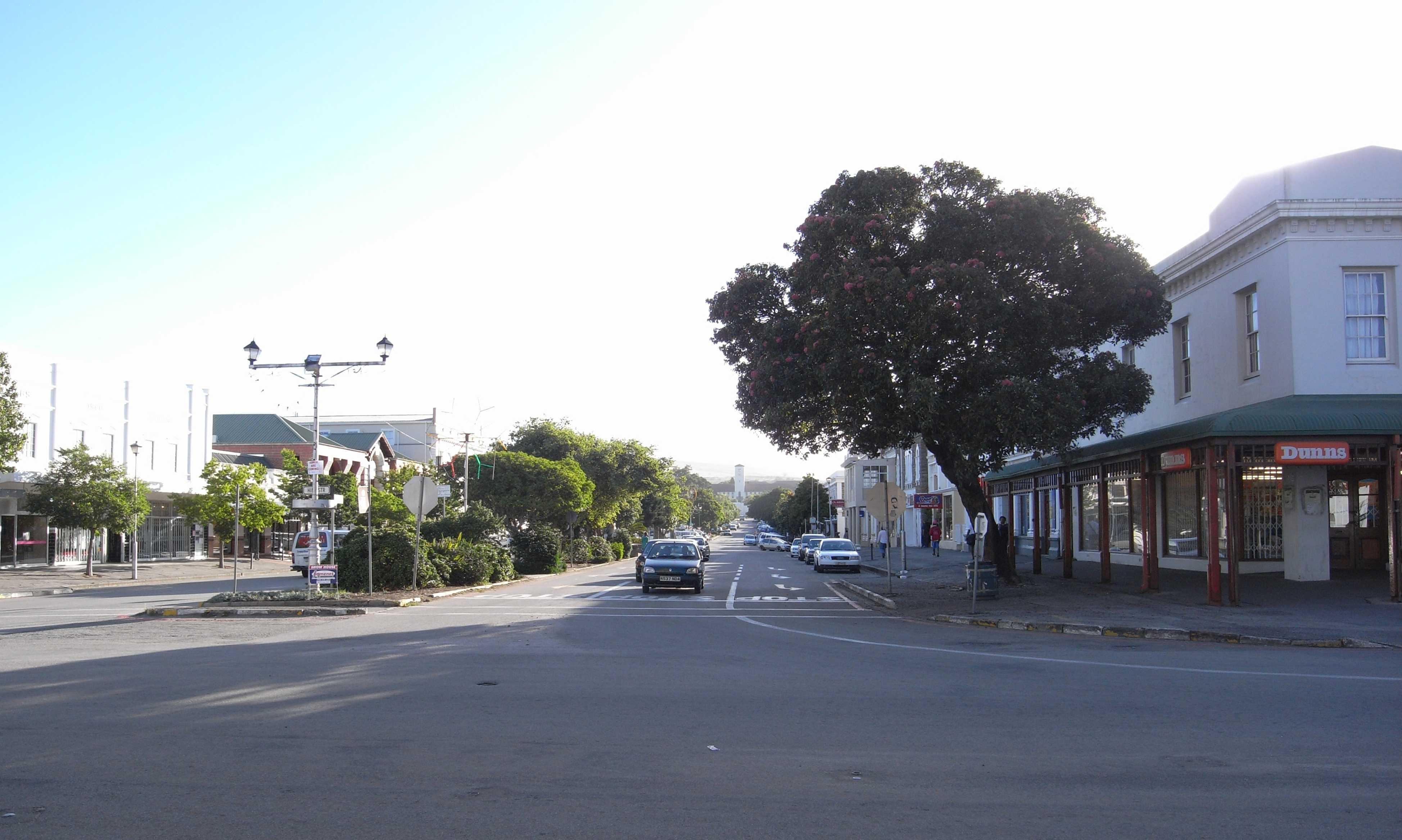
Blick vom Church Square in die Hill Street zum Campus der Rhodes University

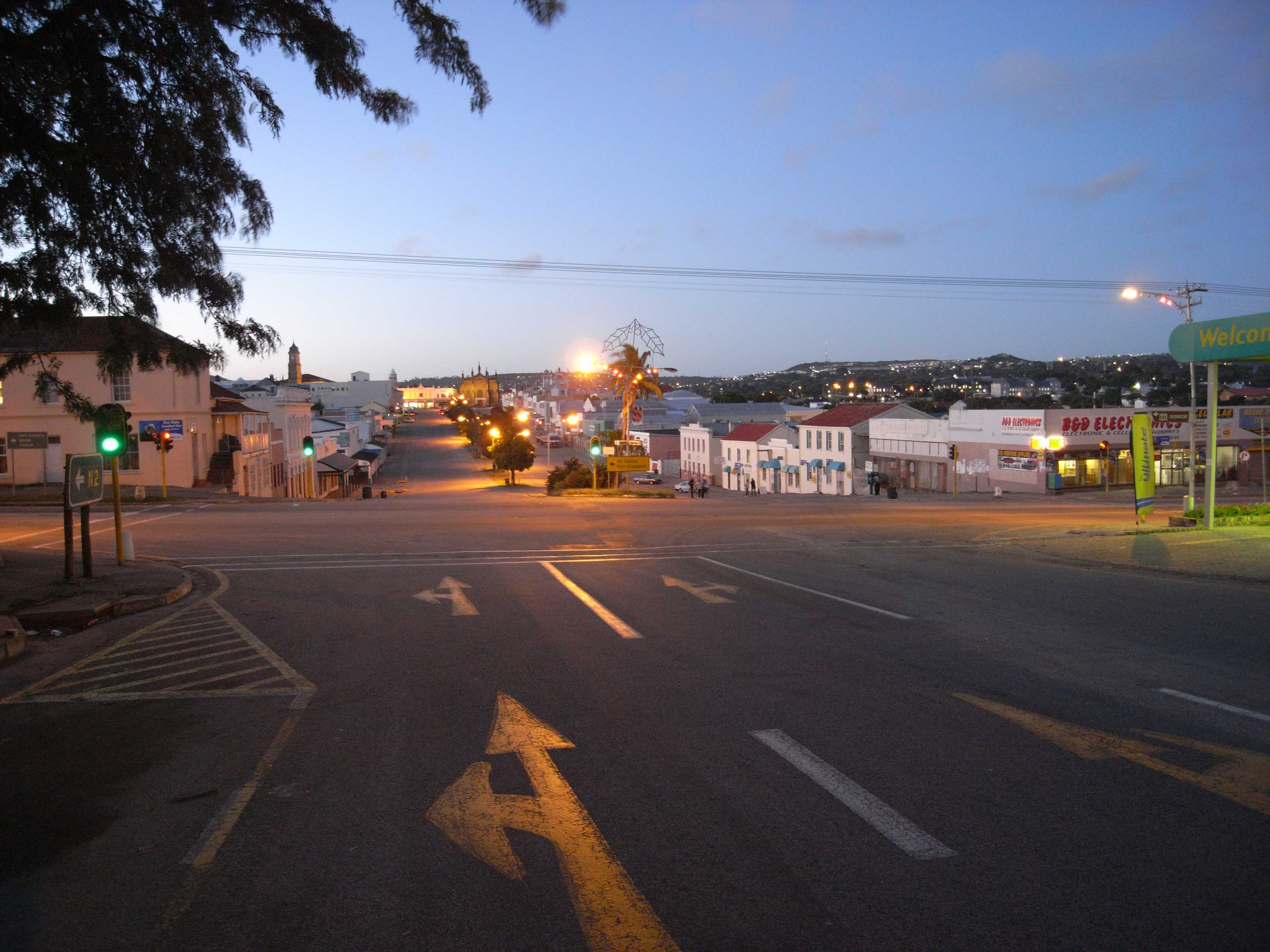
Makhanda am Abend

Makhanda (bis 2018 Grahamstown, Afrikaans: Grahamstad, isiXhosa: iRhini) ist eine Stadt in der Gemeinde Makana, Distrikt Sarah Baartman, Provinz Ostkap in der Republik Südafrika. 2011 hatte sie 50.217 Einwohner.
Sie liegt rund 60 Kilometer vor der Küste des Indischen Ozeans, rund 140 Kilometer von Gqeberha und 180 Kilometer von East London entfernt. Makhanda ist der Sitz der Rhodes University, einer der ältesten und renommiertesten Universitäten des Landes, und eines High Court (deutsch: „Hohes Gericht“). 1974 wurde erstmals das National Arts Festival ausgetragen. Die Stadt ist Sitz der Gemeindeverwaltung Makana Local Municipality.

## Geschichte
Die Stadt wurde 1812 nach dem Vierten Grenzkrieg von Oberst John Graham als Grahamstown gegründet und diente zunächst als Militärstützpunkt zum Schutz der britischen Siedler gegen die Xhosa, die man im Zuge der Ausdehnung der Kapkolonie gewaltsam bis zum Great Fish River, später bis zum Great Kei River zurückgedrängt hatte. Mit der Ankunft von britischen Siedlern im Jahr 1820 begann der Ort zu wachsen. In dieser Zeit konzentrierte sich hier der Verwaltungsschwerpunkt im östlichen Teil der Kapkolonie. Im Jahr 1824 begann man mit dem Bau der anglikanischen Hauptkirche, Cathedral of St. Michael and St. George, die erst 1952 vollendet wurde. Seinen Bischofssitz erhielt Grahamstown 1853.
Immer wieder kam es in der Folge im Grenzgebiet zu Überfällen und Plünderungen durch die Xhosa, und viele Siedler gaben ihre Farmen auf und zogen in die Stadt, was Grahamstown zum Ende des 19. Jahrhunderts die zweitgrößte Stadt der Kapkolonie nach Kapstadt werden ließ.
Heute ist Makhanda eine Stadt mit einer Universität, vielen Kirchen, mehreren Parks und historischen Gebäuden. Etwa 60 Gebäude stehen unter Denkmalschutz. Wegen der fast 60 Kirchen gilt Makhanda als „Stadt der Heiligen“. Die breite High Street bildet das Zentrum der Stadt. Dort oder in unmittelbarer Nähe befinden sich die wichtigsten Sehenswürdigkeiten.
Makhanda besitzt viele Häuser aus der Zeit des Viktorianischen Historismus und zahlreiche historische Gebäude und Gedenkstätten. Die Rhodes University wurde 1904 in Grahamstown gegründet.
Makhanda hat sich zur Festival-Hauptstadt Südafrikas entwickelt. Derzeit werden hier alljährlich 15 Festivals zelebriert. Besonders populär ist das National Arts Festival im Juli, ein Kulturereignis, das 1974 erstmals ausgetragen wurde und jedes Jahr über 200.000 Theater-, Musik- und Kunstfreunde aus allen Teilen des Landes anzieht.
Am 29. Juni 2018 wurde die Stadt durch Veröffentlichung in der Government Gazette von Grahamstown in Makhanda umbenannt. Makhanda war ein Prophet der Xhosa, der eine Rolle im Fünften Grenzkrieg spielte. Im Oktober 2018 wurde die Umbenennung durch den zuständigen Minister Nathi Mthethwa bestätigt, nachdem alle Einsprüche zurückgewiesen worden waren.

## Sehenswürdigkeiten

### Albany Museum Complex
Das Albany-Museum wurde 1855 gegründet. Es ist das zweitälteste Museum Südafrikas. Zudem ist das Museum mit der in Makhanda ebenso beheimateten Rhodes-Universität institutionell verbunden und wirkt bei deren Forschungsvorhaben mit. Die Finanzierung erfolgt aus den eigenen Einnahmen und durch den Haushalt der Provinz Eastern Cape. Von der Provinzverwaltung werden Stipendien und Fortbildungsangebote bereitgestellt, die sich an Lehrer und Schüler sowie an Studenten mit besonderem Interesse am Museum sowie Schüler aus Farmschulen richten. Ein gesonderter Bereich ist die Fachbibliothek des Museums mit bedeutenden wissenschaftlichen und seltenen historischen Sammlungsbeständen.
Der Albany Museum Complex besteht aus mehreren Standorten in der Stadt, wo die Sammlungen und Ausstellungen in sieben Gebäuden untergebracht sind und eine eigenständige Entwicklungsgeschichte aufweisen. Im Einzelnen sind das:
- Drostdy Arch

Der Rest dieser Fassade ist das einzige Fragment des ehemaligen Sitzes des Friedensrichters und bildet heute den Eingang zur Rhodes University.
- Fort Selwyn

Das kleine Fort wurde 1836 auf dem Gunfire Hill, oberhalb der Stadt, als Signalstation errichtet. Es ist nach Charles Jasper Selwyn benannt, einem Mitglied der Cape Corps of Royal Engineers. Im Inneren befindet sich eine kleine militärhistorische Sammlung. Bis September 1870 feuerte hier eine nine o’clock gun den Signalschuss für 09:00 Uhr der Regionalzeit.
- History Museum (früheres Settler Memorial Museum)

Das Museum dokumentiert die britische Besiedlung im 19. Jahrhundert und beherbergt ein bedeutendes genealogisches Archiv. Das History Museum ist in einem Gebäude untergebracht, das am 2. September 1963 durch den Administrator der Kapprovinz eingeweiht worden war. In der Contact and Conflict Gallery werden Zeugnisse der ehemaligen Grenzregion (Einflussbereiche der Xhosa und der früheren Kolonialverwaltung) aus der Zeit zwischen 1812 und 1910 dargestellt. Hier befindet sich auch eine bedeutende Kunstsammlung.
In unmittelbarer Nähe befindet sich der Theater Complex, der alljährlich Hauptveranstaltungsort des National Arts Festival ist.
- Natural Museum

Das Naturwissenschaftliche Museum befasst sich mit der Naturgeschichte und den aktuellen Naturwissenschaften. Ein Paranthodon, das erste Dinosaurierfossil, das in Südafrika gefunden wurde, Tierpräparate und auch archäologische Funde aus der Frühgeschichte der Menschheit stehen im Mittelpunkt der Ausstellung. Zu den weiteren Sammlungsexponaten gehören eine ägyptische Mumie und eine ethnografische Sammlung über die Kultur der Xhosa.
Das Gebäude wurde 1945 durch den Bürgermeister eröffnet, nachdem sein Vorgängerbau infolge eines Brandes zerstört worden war. Die Fassade ist der kapholländischen Bauweise nachempfunden.
- Observatory Museum

Das Gebäude war einst Wohn- und Geschäftshaus des Juweliers Henry Galpin. Im heutigen Museum ist die ehemalige Goldschmiedewerkstatt noch erhalten. Ein Bereich widmet sich William Guybon Atherstone und fünf weiteren Personen, die an der Identifizierung des ersten in Südafrika gefundenen Diamanten beteiligt waren. Die Ausstellung zeigt aber auch die Entwicklung Südafrikas im 19. Jahrhundert, die Anfänge seiner Diamantenindustrie und eine Teleskopsammlung. Mit einer Camera obscura kann man die Stadt betrachten.
- Old Priest’s House

Dieses historische Gebäude ist dem National English Literary Museum überlassen, das eine eigenständige Abteilung der Rhodes University bildet.
- Old Provost Prison

Auf Anordnung von Benjamin D’Urban, des Gouverneurs der Kapkolonie, entstanden hier ab 1835 umfangreiche Befestigungsanlagen mit mehreren Funktionsbereichen, die später wieder abgetragen wurden. Das Old Provost blieb erhalten und wurde 1838 durch die Royal Engineers als Militärgefängnis errichtet.

### Makana Botanical Gardens
Der botanische Garten wurde bereits 1850 am Gunfire Hill angelegt und liegt in einer englischen Parkanlage. Er war lange als Grahamstown Botanical Gardens bekannt und wird durch die Rhodes University betreut. Durch den Park kann man von der Somerset Street hinauf zum Fort Selwyn und dem Settler’s Museum gelangen.

### Cathedral of St. Michael and St. George
1824 wurde die Kirche St. George als erste anglikanische Pfarrkirche Südafrikas errichtet; 1852 wurde sie zur Bischofskirche erhoben. Nach und nach wurde die Kirche erweitert und erhielt bis 1952 das heutige Aussehen. Der über 53 Meter hohe Kirchturm überragt deutlich die umliegenden Gebäude, soll der höchste Kirchturm Südafrikas sein und ist ein von Weitem sichtbares Wahrzeichen der Stadt. Im Inneren der Kathedrale befindet sich eine der größten Orgeln des Landes.

### City Hall
Das Rathaus hinter der St. Michael and St. George Cathedral wurde 1870 errichtet. Das Rathaus sowie die ganze Häuserzeile besitzen viktorianisch beeinflusste Fassaden.

### Commemoration Church
Die im neogotischen Stil errichtete Methodistenkirche wurde 1850 fertiggestellt. Als Gedächtniskirche soll sie an die Grenzkriege der burischen Siedler gegen die Xhosa erinnern.

### J. L. B. Smith Institute of Ichthyology
Das Museum beherbergt die nationale Fischsammlung, die größte derartige Sammlung der südlichen Hemisphäre. Der Coelacanth, ein längst ausgestorben geglaubter Quastenflosser, spielt eine große Rolle in der Ausstellung und ist ein bedeutendes Ausstellungsstück des Instituts.

### National English Library
Die National Library in der Worcester Street beherbergt das National English Literary Museum, das zur Förderung der englischen Literatur eingerichtet wurde. Die Bibliothek beherbergt unter anderem die Privatbibliothek von Sir Percy Fitzpatrick, dem Autor von Jock of the Bushveld.

## Schulen
- St. Andrew’s College (Gründungsjahr 1855)
- St. Aidan’s College (1862)
- Graeme College (1873)
- Diocesan School for Girls (1878)
- Kingswood College (1894)
- Victoria Girls’ High School (1897)
- P. J. Oliver (1956)

## Söhne und Töchter der Stadt
- George Rowe (1874–1950), Cricketspieler
- John Dermot Lardner-Burke (1889–1967), Politiker und Journalist in Südwestafrika